# Wayne Stevens
Wayne Leroy Stevens (Chillicothe, 19 giugno 1936 – Ocala, 23 gennaio 2021) è stato un cestista statunitense, professionista nella NBA.

## Carriera
Venne selezionato dai Cincinnati Royals al settimo giro del Draft NBA 1958 (49ª scelta assoluta).